# Saturn Award per i migliori effetti speciali
Il Saturn Award per i migliori effetti speciali (Best Special Effects) è un premio assegnato annualmente nel corso dei Saturn Awards dal 1975 ad oggi.

## Vincitori e candidati
I vincitori sono indicati in grassetto.

### Anni 1970
- 1975
  - Marcel Veroutere - L'esorcista (The Exorcist)
- 1976
  - Doug Napp, Bill Taylor, John Carpenter e Dan O'Bannon - Dark Star
- 1977
  - L. B. Abbott per la sua carriera
- 1978
  - John Dykstra e John Stears - Guerre stellari (Star Wars)
  - Douglas Trumbull - Incontri ravvicinati del terzo tipo (Close Encounters of the Third Kind)
  - Albert Whitlock e Chuck Gaspar - L'esorcista II - L'eretico (Exorcist II: The Heretic)
  - Ray Harryhausen - Sinbad e l'occhio della tigre (Sinbad and the Eye of the Tiger)
- 1979
  - Colin Chilvers - Superman
  - Henry Miller Jr. - Capricorn One
  - Ira Anderson Jr. - La maledizione di Damien (Damien: Omen II)
  - Dell Rheaume e Russel Hessey - Terrore dallo spazio profondo (Invasion of the Body Snatchers)
  - Albert Whitlock - The Wiz

### Anni 1980
- 1980
  - Douglas Trumbull, John Dykstra e Richard Yurich - Star Trek (Star Trek: The Motion Picture)
  - Brian Johnson e Nick Allder - Alien
  - Peter Ellenshaw - The Black Hole - Il buco nero (The Black Hole)
  - John Evans e John Richardson - Moonraker - Operazione spazio (Moonraker)
  - Robbie Knott - Ecco il film dei Muppet (The Muppet Movie)
- 1981
  - Brian Johnson e Richard Edlund - L'Impero colpisce ancora (The Empire Strikes Back)
  - Chuck Comisky - I magnifici sette nello spazio (Battle Beyond the Stars)
  - Richard Albain, Tommy Lee Wallace e James F. Liles - Fog (The Fog)
  - Dave Allen e Peter Kuran - L'ululato (The Howling)
  - Gary Zeller - Scanners
- 1982
  - Richard Edlund - I predatori dell'arca perduta (Raiders of the Lost Ark)
  - Ray Harryhausen - Scontro di titani (Clash of the Titans)
  - Brian Johnson e Dennis Muren - Il drago del lago di fuoco (Dragonslayer)
  - John Stears - Atmosfera zero (Outland)
  - Jon Bunker - I banditi del tempo (Time Bandits)
- 1983
  - Carlo Rambaldi e Dennis Muren - E.T. l'extra-terrestre (E.T. the Extra-Terrestrial)
  - Douglas Trumbull e Richard Yuricich - Blade Runner
  - Roy Field e Brian Smithies - Dark Crystal (The Dark Crystal)
  - Tom Campbell, Bill Conway, John Carl Buechler e Steve Neill - Forbidden World
  - Rob Bottin - La cosa (The Thing)
- 1984
  - Richard Edlund, Dennis Muren e Ken Ralston - Il ritorno dello Jedi (Star Wars: Episode VI - Return of the Jed)
  - Entertainment Effects Group - Brainstorm - Generazione elettronica (Brainstorm)
  - Ian Wingrove - Mai dire mai (Never Say Never Again)
  - Lee Dyer - Qualcosa di sinistro sta per accadere (Something Wicked This Way Comes)
  - Chuck Comisky, Kenneth Jones e Lawrence E. Benson - Strange Invaders
- 1985
  - Chris Walas - Gremlins
  - Richard Edlund - 2010 - L'anno del contatto (2010)
  - Lawrence E. Benson - Creature - Il mistero della prima luna
  - Barry Nolan - Dune
  - Ralph Winter - Star Trek III - Alla ricerca di Spock (Star Trek III: The Search for Spock)
- 1986
  - Kevin Pike - Ritorno al futuro (Back to the Future)
  - The L.A. Effects Group - Commando
  - Bruce Nicholson e Ralph Winter - Explorers
  - Richard Edlund - Ammazzavampiri (Fright Night)
  - Apogee - Space Vampires (Lifeforce)
- 1987
  - Stan Winston, Robert Skotak e Dennis Skotak - Aliens - Scontro finale (Aliens)
  - Lyle Conway - La piccola bottega degli orrori (Little Shop of Horrors)
  - Richard Edlund - Poltergeist II - L'altra dimensione (Poltergeist II: The Other Side)
  - Syd Mead e Eric Allard - Corto circuito (Short Circuit)
  - Ken Ralston e Michael Lantieri - Rotta verso la Terra (Star Trek IV: The Voyage Home)
- 1988
  - Peter Kuran, Phil Tippett, Rob Bottin e Rocco Gioffre - RoboCop
  - Vern Hyde, Doug Beswick e Tom Sullivan - La casa 2 (Evil Dead II: Dead by Dawn)
  - Dennis Muren, Bill George, Harley Jessup e Kenneth Smith - Salto nel buio (Innerspace)
  - Richard Edlund - I dominatori dell'universo (Masters of the Universe)
  - Joel Hynek, Stan Winston, Richard Greenberg e Robert M. Greenberg - Predator
  - Michael Lantieri - Le streghe di Eastwick (The Witches of Eastwick)

### Anni 1990
- 1990
  - George Gibbs, Industrial Light & Magic, Ken Ralston e Richard Williams - Chi ha incastrato Roger Rabbit (Who Framed Roger Rabbit)
  - Alan Munro, Ted Rae e Robert Short - Beetlejuice - Spiritello porcello (Beetlejuice)
  - Kevin Pike, Hoyt Yeatman e Will Vinton - Moonwalker
  - Eric Brevig e Allen Hall - S.O.S. fantasmi (Scrooged)
  - Eric Allard e Jeff Jarvis - Corto circuito 2 (Short Circuit 2)
  - John Richardson - Willow
- 1991
  - Ken Ralston - Ritorno al futuro - Parte II (Back to the Future Part II)
  - Industrial Light & Magic, Dream Quest Images, Fantasy II Film Effects e Wonderworks - The Abyss
  - Richard Conway e Kent Houston - Le avventure del barone di Munchausen (The Adventures of Baron Munchausen)
  - Bruce Nicholson, John T. Van Vliet, Richard Edlund e Laura Buff - Ghost - Fantasma (Ghost)
  - Rick Baker, Ken Pepiot e Dennis Michelson - Gremlins 2 - La nuova stirpe (Gremlins 2: The New Batch)
  - Rick Fichter, David Sosalla e Peter Chesney - Tesoro, mi si sono ristretti i ragazzi (Honey, I Shrunk the Kids)
  - Phil Tippett, Rob Bottin e Peter Kuran - RoboCop 2
  - Thomas L. Fisher, Eric Brevig e Rob Bottin - Atto di forza (Total Recall)
  - Tom Woodruff Jr. e Alec Gillis - Tremors
- 1992
  - Stan Winston - Terminator 2 - Il giorno del giudizio (Terminator 2: Judgment Day)
  - Richard Yuricich e Kevin Yagher - Bill & Ted's Bogus Journey
  - Syd Dutton, Bill Taylor e Gene Warren Jr. - Frankenstein oltre le frontiere del tempo (Frankenstein Unbound)
  - Stan Winston e Joel Hynek - Predator 2
  - Ken Ralston - Le avventure di Rocketeer (The Rocketeer)
  - Perpetual Motion Pictures e Dream Quest Images - Warlock
- 1993
  - Ken Ralston, Tom Woodruff, Jr. e Alec Gillis - La morte ti fa bella (Death Becomes Her)
  - Alan Munro - La famiglia Addams (The Addams Family)
  - George Gibbs, Richard Edlund, Alec Gillis e Tom Woodruff junior - Alien³
  - Richard Taylor e Bob McCarron - Splatters - Gli schizzacervelli (Braindead/Dead Alive)
  - Roman Coppola - Dracula di Bram Stoker (Bram Stoker's Dracula)
  - Frank Ceglia, Paul Haines e Tom Ceglia - Il tagliaerbe (The Lawnmower Man)
  - Bruce Nicholson e Ned Gorman - Avventure di un uomo invisibile (Memoirs of an Invisible Man)
- 1994
  - Dennis Muren, Stan Winston, Phil Tippett e Michael Lantieri - Jurassic Park
  - Michael J. McAlister e Kimberly K. Nelson - Demolition Man
  - Pacific Data Images e 4-Ward Productions - 4 fantasmi per un sogno (Heart and Souls)
  - Buena Vista Visual Effects, Matte World Digital e Rhythm & Hues - Hocus Pocus
  - John E. Sullivan - Last Action Hero - L'ultimo grande eroe (Last Action Hero)
  - Ariel Velasco-Shaw, Eric Leighton e Gordon Baker - Nightmare Before Christmas (The Nightmare Before Christmas)
  - Richard Edlund - Solar Crisis
- 1995
  - John Bruno - True Lies
  - Andrew Mason - Il corvo - The Crow (The Crow)
  - Ken Ralston - Forrest Gump
  - Illusion Arts Inc., Fantasy II Film Effects e Visual Concept Engineering - L'uomo ombra (The Shadow)
  - Jeffrey A. Okun e Patrick Tatopoulos - Stargate
  - Gregory L. McMurry - Timecop - Indagine dal futuro (Timecop)
- 1996
  - Stan Parks - Jumanji
  - John Dykstra, Thomas L. Fisher, Andrew Adamson e Eric Durst - Batman Forever
  - Scott Farrar, Stan Winston e Michael Lantieri - Congo
  - Eric Brevig - La chiave magica (The Indian in the Cupboard)
  - Joel Hynek - Dredd - La legge sono io (Judge Dredd)
  - Richard Edlund e Steve Johnson - Specie mortale (Species)
- 1997
  - Volker Engel, Clay Pinney, Douglas Smith e Joe Viskocil - Independence Day
  - Scott Squires, Phil Tippett, James Straus e Kit West - Dragonheart
  - Wes Takahashi, Charlie McClellan e Richard Taylor - Sospesi nel tempo (The Frighteners)
  - Jim Mitchell, Michael L. Fink, David Andrews e Michael Lantieri - Mars Attacks!
  - John Knoll - Primo contatto (Star Trek: First Contact)
  - Stefen Fangmeier, John Frazier, Habib Zargarpour e Henry LaBounta - Twister
- 1998
  - Phil Tippett, Scott E. Anderson, Alec Gillis, Tom Woodruff, Jr. e John Richardson - Starship Troopers - Fanteria dello spazio (Starship Troopers)
  - Pitof, Erik Henry, Alec Gillis e Tom Woodruff junior - Alien - La clonazione (Alien Resurrection)
  - Ken Ralston, Stephen Rosenbaum, Jerome Chen e Mark Holmes - Contact
  - Karen E. Goulekas e Mark Stetson - Il quinto elemento (Le cinquième élément)
  - Dennis Muren, Stan Winston, Michael Lantieri e Randy Dutra - Il mondo perduto - Jurassic Park (The Lost World: Jurassic Park)
  - Eric Brevig, Peter Chesney, Rob Coleman e Rick Baker - Men in Black
- 1999
  - Volker Engel, Patrick Tatopolous, Karen Goulekas e Clay Pinney - Godzilla
  - Pat McClung, Richard R. Hoover e John Frazier - Armageddon - Giudizio finale (Armageddon)
  - Andrew Mason, Mara Bryan, Peter Doyle e Tom Davies - Dark City
  - Angus Bickerton - Lost in Space - Perduti nello spazio (Lost in Space)
  - Rick Baker, Hoyt Yeatman, Allen Hall e Jim Mitchell - Il grande Joe (Mighty Joe Young)
  - Roger Guyett, Stefen Fangmeier e Neil Corbould - Salvate il soldato Ryan (Saving Private Ryan)

### Anni 2000
- 2000
  - Rob Coleman, John Knoll, Dennis Muren e Scott Squires - Star Wars: Episodio I - La minaccia fantasma (Star Wars Episode I: The Phantom Menace)
  - Stan Winston, Bill George, Kim Bromley e Robert Stadd - Galaxy Quest
  - John Gaeta, Janek Sirrs, Steve Courtley e Jon Thum - Matrix (The Matrix)
  - John Andrew Berton junior, Daniel Jeannette, Ben Snow e Chris Corbould - La mummia (The Mummy)
  - Jim Mitchell, Joss Williams, Kevin Yagher e Mark S. Miller - Il mistero di Sleepy Hollow (Sleepy Hollow)
  - John Dykstra, Henry Anderson, Jerome Chen e Eric Allard - Stuart Little - Un topolino in gamba (Stuart Little)
- 2001
  - Scott E. Anderson, Craig Hayes, Scott Stokdyk e Stan Parks - L'uomo senza ombra (Hollow Man)
  - Michael Lantieri e David Drzewiecki - Il sesto giorno (The 6th Day)
  - Kevin Scott Mack, Matthew E. Butler, Bryan Grill e Allen Hall - Il Grinch (Dr. Seuss' How the Grinch Stole Christmas)
  - Stefen Fangmeier, Habib Zargarpour, Tim Alexander e John Frazier - La tempesta perfetta (The Perfect Storm)
  - Michael L. Fink, Michael J. McAlister, David Prescott e Theresa Ellis - X-Men
- 2002
  - Dennis Muren, Scott Farrar, Stan Winston e Michael Lantieri - A.I. - Intelligenza artificiale (A.I. Artificial Intelligence)
  - Robert Legato, Nick Davis, Roger Guyett e John Richardson - Harry Potter e la pietra filosofale (Harry Potter and the Philosopher's (Sorcerer's) Stone)
  - Jim Mitchell, Danny Gordon Taylor, Donald Elliott e John Rosengrant - Jurassic Park III
  - Jim Rygiel, Randall William Cook, Richard Taylor e Mark Stetson - Il Signore degli Anelli - La Compagnia dell'Anello (The Lord of the Rings: The Fellowship of the Ring)
  - John Andrew Berton junior, Daniel Jeannette, Neil Corbould e Thomas Rosseter - La mummia - Il ritorno (The Mummy Returns)
  - Arthur Windus, Val Wardlaw, Hal Bertram, Nick Drew e Seb Caudron - Il patto dei lupi (Le Pacte des loups)
- 2003
  - Rob Coleman, Pablo Helman, John Knoll e Ben Snow - Star Wars: Episodio II - L'attacco dei cloni (Star Wars: Episode II - Attack of the Clones)
  - Jim Mitchell, Nick Davis, John Richardson e Bill George - Harry Potter e la camera dei segreti (Harry Potter and the Chamber of Secrets)
  - Jim Rygiel, Joe Letteri, Randall William Cook e Alex Funke - Il Signore degli Anelli - Le due torri (The Lord of the Rings: The Two Towers)
  - Scott Farrar, Henry LaBounta, Michael Lantieri e Nathan McGuinness - Minority Report
  - John Dykstra, Scott Stokdyk, Anthony LaMolinara e John Frazier - Spider-Man
  - Joel Hynek, Matthew E. Butler, Sean Andrew Faden e John Frazier - xXx
- 2004
  - Jim Rygiel, Joe Letteri, Randall William Cook e Alex Funke - Il Signore degli Anelli - Il ritorno del re (The Lord of the Rings: The Return of the King)
  - Dennis Muren, Edward Hirsh, Colin Brady e Michael Lantieri' - Hulk
  - John Gaeta, Kim Libreri, George Murphy e Craig Hayes - Matrix Revolutions
  - John Knoll, Hal T. Hickel, Terry D. Frazee e Charles Gibson - La maledizione della prima luna (Pirates of Caribbean: The Curse of the Black Pearl)
  - Pablo Helman, Danny Gordon Taylor, Allen Hall e John Rosengrant - Terminator 3 - Le macchine ribelli (Terminator 3: Rise of the Machines)
  - Michael L. Fink, Richard E. Hollander, Stephen Rosenbaum e Mike Vézina - X-Men 2 (X2)
- 2005
  - John Dykstra, Scott Stokdyk, Anthony LaMolinara e John Frazier - Spider-Man 2
  - Peter Chiang, Pablo Helman e Thomas J. Smith - The Chronicles of Riddick
  - Matthew Butler, Neil Corbould, Karen Goulekas e Greg Strause - The Day After Tomorrow - L'alba del giorno dopo (The Day After Tomorrow)
  - Roger Guyett, Tim Burke, Bill George e John Richardson - Harry Potter e il prigioniero di Azkaban (Harry Potter and the Prisoner of Azkaban)
  - John Nelson, Andrew R. Jones, Erik Nash e Joe Letteri - Io, Robot (I, Robot)
  - Scott Squires, Ben Snow, Daniel Jeannette e Syd Dutton - Van Helsing
- 2006
  - Joe Letteri, Richard Taylor, Christian Rivers e Brian Van't Hul - King Kong
  - Janek Sirrs, Dan Glass, Chris Corbould e Paul J. Franklin - Batman Begins
  - Dean Wright, Bill Westenhofer, Jim Berney e Scott Farrar - Le cronache di Narnia - Il leone, la strega e l'armadio (The Chronicles of Narnia: The Lion, the Witch and the Wardrobe)
  - Jim Mitchell, Tim Alexander, Timothy Webber e John Richardson - Harry Potter e il calice di fuoco (Harry Potter and the Goblet of Fire)
  - John Knoll, Roger Guyett, Rob Coleman e Brian Gernand - Star Wars: Episodio III - La vendetta dei Sith (Star Wars: Episode III - Revenge of the Sith)
  - Dennis Muren, Pablo Helman, Randy Dutra e Daniel Sudick - La guerra dei mondi (War of the Worlds)
- 2007
  - John Knoll, Hal Hickel, Charles Gibson e Allen Hall - Pirati dei Caraibi - La maledizione del forziere fantasma (Pirates of the Caribbean: Dead Man's Chest)
  - John Bruno, Eric Saindon, Craig Lyn e Michael Vezina - X-Men - Conflitto finale (X-Men: The Last Stand)
  - Jeremy Dawson, Dan Schrecker, Mark G. Soper e Peter Parks - The Fountain - L'albero della vita (The Fountain)
  - Roger Guyett, Russell Earl, Pat Tubach e Daniel Sudick - Mission: Impossible III
  - Karin Joy, John Andrew Berton jr, Blair Clark e John Dietz - La tela di Carlotta (Charlotte's Web)
  - Mark Stetson, Neil Corbould, Richard R. Hoover e Jon Thum - Superman Returns
- 2008
  - Scott Farrar, Scott Benza, Russell Earl e John Frazier - Transformers
  - Tim Burke, John Richardson, Paul Franklin e Greg Butler - Harry Potter e l'Ordine della Fenice (Harry Potter and the Order of the Phoenix)
  - Michael Fink, Bill Westenhofer, Ben Morris, Trevor Wood - La bussola d'oro (The Golden Compass)
  - John Knoll, Hal Hickel, Charles Gibson e John Frazier - Pirati dei Caraibi - Ai confini del mondo (Pirates of the Caribbean: At World's End)
  - Scott Stokdyk, Peter Nofz, Spencer Cook e John R. Frazier - Spider-Man 3
  - Chris Watts, Grant Freckelton, Derek Wentworth e Daniel Leduc - 300
- 2009
  - Nick Davis, Chris Corbould, Tim Webber e Paul Franklin - Il cavaliere oscuro (The Dark Knight)
  - Eric Barba, Steve Preeg, Burt Dalton e Craig Barron - Il curioso caso di Benjamin Button (The Curious Case of Benjamin Button)
  - Pablo Helman e Dan Sudick - Indiana Jones e il regno del teschio di cristallo (Indiana Jones and the Kingdom of the Crystal Skull)
  - John Nelson, Ben Snow, Dan Sudick e Shane Mahan - Iron Man
  - Michael J. Wassel, Adrian De Wet, Andrew Chapman e Eamonn Butler - Hellboy - The Golden Army
  - Dean Wright e Wendy Rogers - Le cronache di Narnia - Il principe Caspian (The Chronicles of Narnia: Prince Caspian)

### Anni 2010
- 2010
  - Joe Letteri, Stephen Rosenbaum, Richard Baneham e Andrew R. Jones - Avatar
  - Tim Burke, John Richardson, Nicholas Aithadi e Tim Alexander - Harry Potter e il principe mezzosangue (Harry Potter and the Half Blood Prince)
  - John DesJardin, Peter G. Travers, Joel Whist e Jessica Norman - Watchmen
  - Volker Engel, Marc Weingert e Mike Vezina - 2012
  - Roger Guyett, Russell Earl, Paul Kavanagh e Burt Dalton - Star Trek
  - Dan Kaufman, Peter Muyzers, Robert Habros e Matt Aitken - District 9
- 2011
  - Chris Corbould, Paul Franklin, Andrew Lockley e Peter Begg - Inception
  - Eric Barba, Steve Preeg, Karl Denham e Nikos Kalaitzidis - Tron: Legacy
  - Angus Bickerton e Barrie Helmsley - Le cronache di Narnia - Il viaggio del veliero (The Chronicles of Narnia: The Voyage of the Dawn Treader)
  - Tim Burke, John Richardson, Nicholas Ait'Hadi e Christian Manz - Harry Potter e i Doni della Morte - Parte 1 (Harry Potter and the Deathly Hallows - Part 1)
  - Ken Ralston, Tom Peitzman, David Schaub e Carey Villegas - Alice in Wonderland
  - Janek Sirrs, Ben Snow, Ged Wright e Daniel Sudick - Iron Man 2
- 2012
  - Dan Lemmon, Joe Letteri, R. Christopher White e Daniel Barrett - L'alba del pianeta delle scimmie (Rise of the Planet of the Apes)
  - Scott E. Anderson, Matt Aitken, Joe Letteri, Matthias Menz e Keith Miller - Le avventure di Tintin - Il segreto dell'Unicorno (The Adventures of Tintin)
  - Mark Soper, Christopher Townsend e Paul Corbould - Captain America - Il primo Vendicatore (Captain America: The First Avenger)
  - Scott Benza, John Frazier, Matthew Butler e Scott Farar - Transformers 3 (Transformers: Dark of the Moon)
  - Tim Burke, Greg Butler, John Richardson e David Vickery - Harry Potter e i Doni della Morte - Parte 2 (Harry Potter and the Deathly Hallows - Part 2)
  - Steven Riley, Russell Earl, Kim Libreri e Dennis Muren - Super 8
- 2013
  - Janek Sirrs, Jeff White, Guy Williams e Dan Sudick - The Avengers
  - Grady Cofer, Pablo Helman, Jeanie King e Burt Dalton - Battleship
  - Joe Letteri, Eric Saindon, David Clayton e R. Christopher White - Lo Hobbit - Un viaggio inaspettato (The Hobbit: Unexpeted Journey)
  - Chris Corbould, Peter Chiang, Scott R. Fisher e Sue Rowe - John Carter
  - Bill Westenhofer, Guillaume Rocheron, Erik-Jan De Boer e Donald R. Elliott - Vita di Pi (Life of Pi)
  - Cedric Nichols-Troyan, Philip Brennan, Neil Corbould e Michael Dawson - Biancaneve e il cacciatore (Snow White and the Huntsman)
- 2014
  - Tim Webber, Chris Lawrence, David Shirk e Neil Corbould - Gravity
  - Joe Letteri, Eric Saindon, David Clayton e Eric Reynolds - Lo Hobbit - La desolazione di Smaug (The Hobbit: The Desolation of Smaug)
  - Joe Letteri, John Desjardin e Dan Lemmon - L'uomo d'acciaio (Man of Steel)
  - John Knoll, James E. Price, Clay Pinney e Rocco Larizza - Pacific Rim
  - Patrick Tubach, Ben Grossman e Burt Dalton - Star Trek Into Darkness
  - Jake Morrison, Paul Corbould e Mark Breakspear - Thor: The Dark World
- 2015[1][2]
  - Paul Franklin, Andrew Lockley, Ian Hunter e Scott Fisher - Interstellar
  - Dan DeLeeuw, Russell Earl, Bryan Grill e Dan Sudick - Captain America: The Winter Soldier
  - Joe Letteri, Dan Lemmon, Daniel Barrett e Erik Winquist - Apes Revolution - Il pianeta delle scimmie (Dawn of the Planet of the Apes)
  - Gary Brozenich, Nick Davis, Jonathan Fawkner e Matthew Rouleau - Edge of Tomorrow - Senza domani (Edge of Tomorrow)
  - Stephane Ceretti, Nicolas Aithadi, Jonathan Fawkner e Paul Corbould - Guardiani della Galassia (Guardian of the Galaxy)
  - Joe Letteri, Eric Saindon, David Clayton e R. Christopher White - Lo Hobbit - La battaglia delle cinque armate (The Hobbit: The Battle of the Five Armies)
- 2016[3][4]
  - Roger Guyett, Patrick Tubach, Neal Scanlan e Chris Corbould - Star Wars - Il risveglio della Forza (Star Wars: The Force Awakens)
  - Paul Corbould, Christopher Townsend, Ben Snow e Paul Butterworth - Avengers: Age of Ultron
  - Andrew Whitehurst, Paul Norris, Mark Ardington e Sara Bennett - Ex Machina
  - John Rosengrant, Michael Lantieri e Tim Alexander - Jurassic World
  - Andrew Jackson, Tom Wood, Dan Oliver e Andy Williams - Mad Max: Fury Road
  - Richard Stammers, Anders Langlands, Chris Lawrence e Steve Warner - Sopravvissuto - The Martian (The Martian)
- 2017[5]
  - John Knoll, Mohen Leo, Hal Hickel e Neil Corbould - Rogue One: A Star Wars Story
  - Louis Morin e Ryal Cosgrove - Arrival
  - Joe Letteri e Joel Whist - Il GGG - Il grande gigante gentile (The BFG)
  - Stephane Ceretti, Richard Bluff e Vincent Cirelli - Doctor Strange
  - Tim Burke, Christian Manz e David Watkins - Animali fantastici e dove trovarli (Fantastic Beasts and Where to Find Them)
  - Robert Legato, Adam Valdez, Andrew R. Jones e Dan Lemmon - Il libro della giungla (The Jungle Book)
- 2018[6]
  - Christopher Townsend, Guy Williams, Jonathan Fawkner e Dan Sudick - Guardiani della Galassia Vol. 2 (Guardians of the Galaxy Vol. 2)
  - Geoffrey Baumann, Craig Hammack e Dan Sudick - Black Panther
  - John Nelson, Paul Lambert, Richard R. Hoover e Gerd Nefzer - Blade Runner 2049
  - Stephen Rosenbaum, Jeff White, Scott Benza e Mike Meinardus - Kong: Skull Island
  - Ben Morris, Mike Mulholland, Chris Corbould e Neal Scanlan - Star Wars - Gli ultimi Jedi (Star Wars: The Last Jedi)
  - Joe Letteri, Dan Lemmon, Daniel Barrett e Joel Whist - The War - Il pianeta delle scimmie (War for the Planet of the Apes)
- 2019[7]
  - Avengers: Endgame
  - Aladdin
  - Godzilla II - King of the Monsters (Godzilla: King of the Monsters)
  - Mission: Impossible - Fallout
  - A Quiet Place - Un posto tranquillo (A Quiet Place)
  - Ready Player One
  - Spider-Man: Far from Home

### Anni 2020
- 2021[8][9]
  - Roger Guyett, Neal Scanlan, Patrick Tubach e Dominic Tuohy - Star Wars - L'ascesa di Skywalker (Star Wars: The Rise of Skywalker)
  - Scott R. Fisher ed Allen Maris - Ad Astra
  - Mark Hawker, Yael Majors e Greg Steele - Birds of Prey e la fantasmagorica rinascita di Harley Quinn (Birds of Prey (and the Fantabulous Emancipation of One Harley Quinn))
  - Kristy Hollidge e Nicholas Brooks - It - Capitolo due (It: Chapter Two)
  - Ken Egly e Robert Legato - Il re leone (The Lion King)
  - Andrew Jackson, Andrew Lockley, Scott R. Fisher e Mike Chambers - Tenet
  - Neil Corbould, Eric Barba, Vinod Gundre e Sheldon Stopsack - Terminator - Destino oscuro (Terminator: Dark Fate)

- 2022
  - Kevin Andrew Smith, John ''D.J.'' Des Jardin, Bryan Hirota e Mike Meinardus - Godzilla vs. Kong
  - Jorundur Rafn Arnarson, Joe Letteri e Erik Winquist - Doctor Strange nel Multiverso della Follia (Doctor Strange in the Multiverse of Madness)
  - Sheena Duggal e Alessandro Ongaro - Ghostbusters: Legacy (Ghostbusters. Afterlife)
  - Scott Edelstein, Kelly Port, Dan Sudick e Chris Waegner - Spider-Man: No Way Home
  - Joe Farrell, Dan Oliver, Christopher Townsend e Sean Noel Walker - Shang-Chi e la leggenda dei Dieci Anelli (Shang-Chi and the Legend of the Ten Rings)
  - Scott R. Fisher e Ryan Tudhope - Top Gun: Maverick
  - David Vickery - Jurassic World - Il dominio (Jurassic World Dominion)

- 2024
  - Joe Letteri, Richard Baneham, Eric Saindon e Daniel Barrett - Avatar - La via dell'acqua (Avatar: The Way of Water)
  - Jay Cooper, Ian Comley, Andrew Roberts e Neil Corbould - The Creator
  - Stephane Ceretti, Alexis Wajsbrot, Guy Williams e Dan Sudick - Guardiani della Galassia Vol. 3 (Guardians of the Galaxy Vol. 3)
  - Andrew Whitehurst, Kathy Siegel, Robert Weaver e Alistair Williams - Indiana Jones e il quadrante del destino (Indiana Jones and the Dial of Destiny)
  - Alex Wuttke, Simone Coco, Jeff Sutherland e Neil Corbould - Mission: Impossible - Dead Reckoning - Parte uno (Mission: Impossible - Dead Reckoning - Part One)
  - Andrew Jackson, Giacomo Mineo, Scott R. Fisher e Dave Drzewiecki - Oppenheimer